# 입자

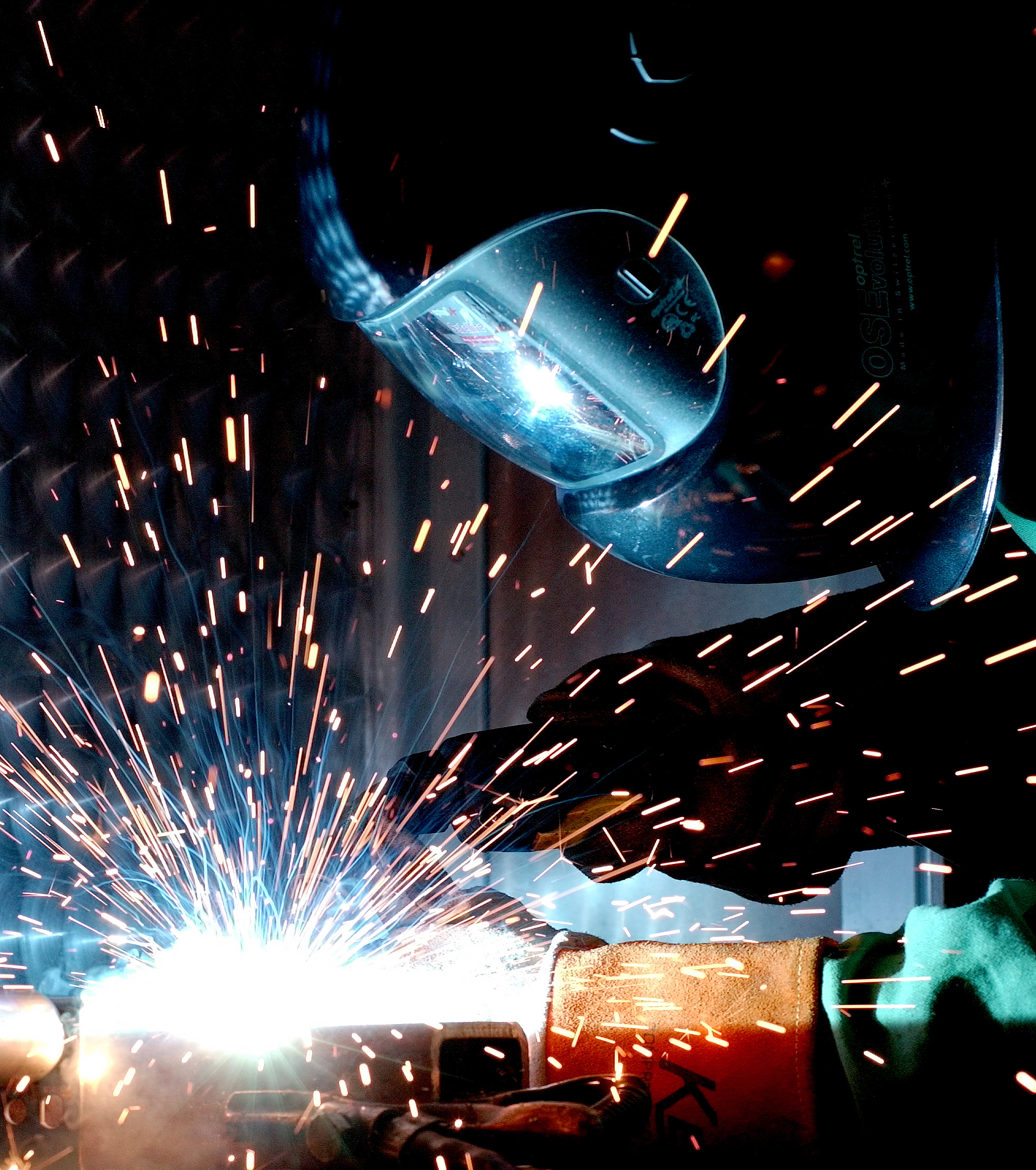
아크 용접공은 용접 표면에서 튀어나오는 가열된 금속 입자인 용접 스파크로부터 자신을 보호해야 한다.

입자(粒子, 영어: particle, corpuscule)는 부피, 밀도, 질량과 같은 여러 물리적 또는 화학적 특성으로 설명할 수 있는 작고 국소화된 물체이다. 입자는 전자와 같은 아원자 입자에서 원자와 분자와 같은 미시 입자, 그리고 가루 및 기타 알갱이 재료와 같은 거시 입자에 이르기까지 크기나 양이 크게 다양하다. 입자는 밀도에 따라 더 큰 물체의 과학적 모델을 만드는 데 사용될 수도 있는데, 예를 들어 군중 속을 움직이는 사람이나 운동하는 천체가 있다.
'입자'라는 용어는 의미가 다소 일반적이며, 다양한 과학 분야에서 필요에 따라 구체화된다. 입자로 구성된 모든 것을 입자상이라고 할 수 있다. 그러나 명사 입자상 물질은 가장 빈번하게 지구 대기의 오염 물질을 지칭하는 데 사용되며, 이는 연결된 입자 응집체가 아니라 연결되지 않은 입자의 현탁액이다.

## 개념적 특성

입자는 종종 점으로 표현된다. 이 그림은 기체 속의 원자들의 움직임, 군중 속의 사람들, 또는 밤하늘의 항성들을 나타낼 수 있다.

입자 개념은 많은 현상의 완전한 처리가 복잡하고 어려운 계산을 포함할 수 있으므로 자연 모델링에 특히 유용하다. 이를 사용하여 관련된 과정에 대한 단순화 가정을 할 수 있다. 프랜시스 시어스와 마크 제만스키는 대학교 물리학에서 공중으로 던진 야구공의 착지 위치와 속도를 계산하는 예를 제시한다. 그들은 먼저 야구공을 단단하고 매끄러운 구로 이상화한 다음, 회전, 부력, 마찰력을 무시하여 결국 문제를 고전 점입자의 탄도학으로 축소시킨다. 많은 수의 입자 처리는 통계물리학의 영역이다.

### 크기

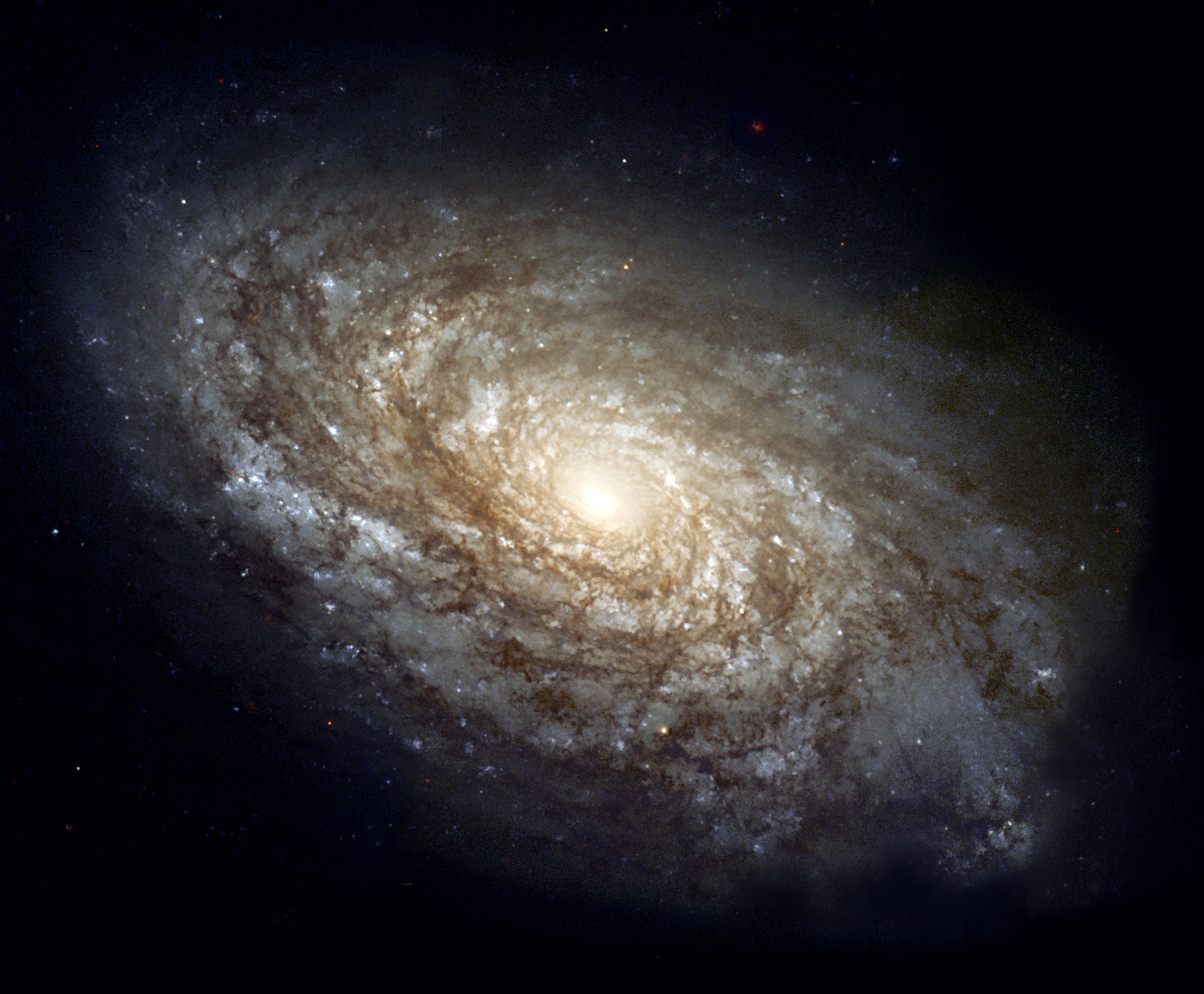
은하는 너무 커서 항성도 은하에 비하면 입자로 간주될 수 있다.

"입자"라는 용어는 일반적으로 세 가지 크기 등급에 다르게 적용된다. 거시 입자는 일반적으로 원자와 분자보다 훨씬 큰 입자를 말한다. 이들은 부피, 모양, 구조 등을 가지고 있음에도 불구하고 보통 점과 같은 입자로 추상화된다. 거시 입자의 예로는 가루, 먼지, 모래, 자동차 사고 시의 파편, 심지어 은하의 항성만큼 큰 물체도 포함될 수 있다.
또 다른 유형인 미시 입자는 일반적으로 이산화 탄소와 같은 원자에서 분자에 이르는 크기의 입자, 나노입자, 콜로이드 입자를 말한다. 이 입자들은 화학뿐만 아니라 원자물리학 및 분자물리학에서도 연구된다. 가장 작은 입자는 아원자 입자로, 원자보다 작은 입자를 말한다. 여기에는 원자의 구성 요소인 양성자, 중성자, 전자와 같은 입자뿐만 아니라 입자 가속기나 우주선에서만 생성될 수 있는 다른 유형의 입자도 포함된다. 이러한 입자들은 입자물리학에서 연구된다.
극히 작은 크기로 인해 미시 및 아원자 입자의 연구는 양자역학의 영역에 속한다. 이들은 상자 속 입자 모델에 나타난 현상을 보이며, 파동-입자 이중성을 보이며, 입자를 구별 가능하거나 동일한 것으로 간주할 수 있는지 여부는 많은 상황에서 중요한 질문이다.

### 조성

양성자는 세 개의 쿼크로 구성되어 있으며 강한 상호작용으로 묶여 있다.

입자는 조성에 따라 분류될 수도 있다. 복합 입자는 조성, 즉 다른 입자로 구성된 입자를 말한다. 예를 들어, 탄소-14 원자는 6개의 양성자, 8개의 중성자, 6개의 전자로 이루어져 있다. 대조적으로, 기본 입자 (또는 근본 입자)는 다른 입자로 이루어져 있지 않은 입자를 말한다. 현재 세계에 대한 이해에 따르면, 렙톤, 쿼크, 글루온과 같은 극히 적은 수의 기본 입자만이 존재한다. 그러나 이러한 일부 입자들은 결국 복합 입자일 수도 있으며, 현재로서는 단지 기본 입자로 보일 수도 있다. 복합 입자는 종종 점과 같은 것으로 간주될 수 있지만, 기본 입자는 진정으로 점과 같다.

### 안정성
뮤온과 같은 기본 입자(우라늄 원자핵)와 같은 복합 입자 모두 입자 붕괴를 겪는 것으로 알려져 있다. 그렇지 않은 입자를 안정 입자라고 하는데, 예를 들어 전자나 헬륨-4 원자핵이 있다. 안정 입자의 수명은 무한하거나 그러한 붕괴를 관찰하기 어려울 정도로 충분히 길 수 있다. 후자의 경우, 그러한 입자를 "관측 안정"이라고 한다. 일반적으로 입자는 광자 방출과 같은 어떤 형태의 방사선을 방출하여 높은 에너지 상태에서 낮은 에너지 상태로 붕괴된다.

## N-체 시뮬레이션
계산물리학에서 N-체 시뮬레이션 (N-입자 시뮬레이션이라고도 함)은 중력의 영향을 받는 것과 같은 특정 조건 하에서 입자의 동역학적 시스템을 시뮬레이션하는 것이다. 이러한 시뮬레이션은 우주론 및 전산 유체 역학에서 흔하다.
N은 고려되는 입자의 수를 나타낸다. N이 높을수록 시뮬레이션에 필요한 계산량이 많으므로, 실제 입자 수가 많은 시스템은 종종 더 적은 수의 입자로 근사되며, 시뮬레이션 알고리즘은 다양한 방법으로 최적화되어야 한다.

## 입자 분포

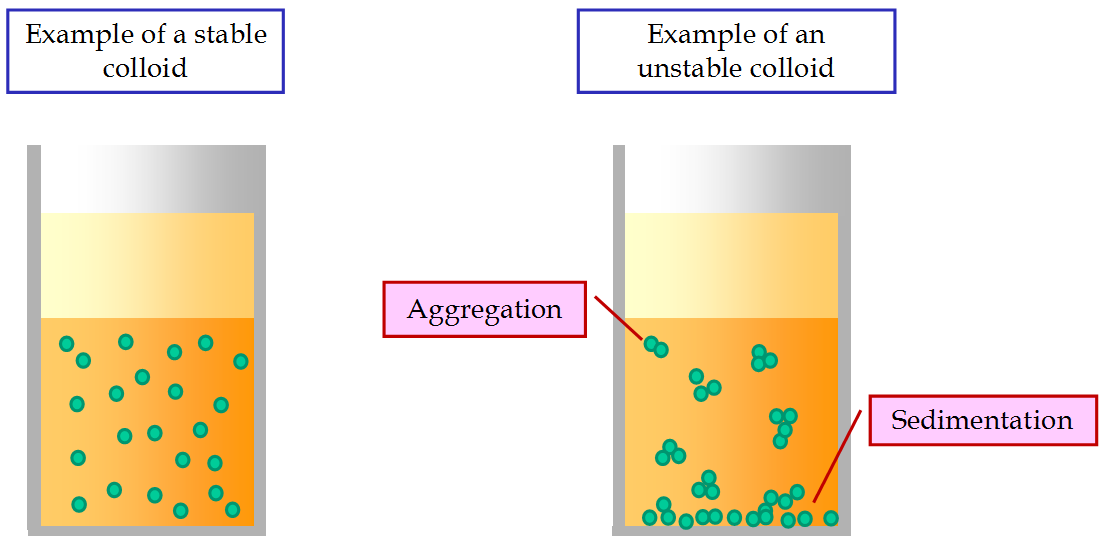
안정적인 콜로이드 분산과 불안정한 콜로이드 분산의 예.

콜로이드 입자는 콜로이드의 구성 요소이다. 콜로이드는 다른 물질에 미시적으로 고르게 분산된 물질이다. 이러한 콜로이드 시스템은 고체, 액체 또는 기체일 수 있으며, 연속적이거나 분산될 수 있다. 분산된 상 입자의 직경은 약 5~200 나노미터이다. 이보다 작은 용해성 입자는 콜로이드가 아닌 용액을 형성한다. 콜로이드 시스템 (콜로이드 용액 또는 콜로이드 현탁액이라고도 함)은 계면 및 콜로이드 과학의 주제이다. 고형현탁물은 액체에 현탁될 수 있으며, 기체에 현탁된 고체 또는 액체 입자는 함께 연무질을 형성한다. 입자는 또한 대기 부유 물질의 형태로 현탁될 수 있으며, 이는 대기 오염을 구성할 수 있다. 더 큰 입자는 유사하게 바다 쓰레기 또는 우주 쓰레기를 형성할 수 있다. 분리된 고체, 거시 입자의 집합체는 알갱이 재료로 설명될 수 있다.

## 같이 보기
- 반입자
- 브라운 운동
- 물질
- 입자물리학
- 입자의 목록
- 파동-입자 이중성